# Христос Стайкурас
Христос Стайкурас (на гръцки: Χρήστος Σταϊκούρας) е гръцки политик и адвокат, депутат от партия Нова демокрация. През 2019 г. е назначен от Правителство на Кириакос Мицотакис за министър на финансите.

## Биография
Христос Стайкурас е роден на 12 август 1973 г. в град Ламия, Гърция. Висшето си образование получава в Национална мецовска политехника, Имперски колеж – Лондон и Лондонския градски университет.
В периода 2012 – 2015 г. е заместник-министър на финансите в правителството на партия Нова демокрация, а по-късно става и координатор на същата партия по икономическите въпроси.